# Tubocurarine
La tubocurarine est un curare non-dépolarisant naturel de la famille des benzylisoquinolines, antagoniste spécifique des récepteurs nicotiniques. Elle est obtenue à partir de Chondodendron tomentosum. Sa structure complexe est élucidée en 1947. Autrefois utilisée comme myorelaxant en anesthésie générale, elle est aujourd'hui tombée en désuétude au profit des curares synthétiques en raison de sa toxicité et de son potentiel allergisant. Elle reste toutefois utilisée aux États-Unis pour certaines exécutions capitales par injection.